# ジョゼフ・ウレザンスキ
ジョゼフ・ウレザンスキ（Joseph Wresinski; 1917年2月12日 - 1988年2月14日）はフランスの司祭、政治活動家、人権擁護運動家であり、パリ近郊のノワジー＝ル＝グランのビドンヴィル（掘立小屋のバラック集落）に住む人々とともに、極貧撲滅を目指す団体「ATD第四世界」を立ち上げた。この団体は現在世界30か国以上で貧しい地域の子どもやコミュニティのために活動を行っている。また、1987年10月17日、ウレザンスキの呼びかけにより、飢餓、無知および暴力の犠牲者にオマージュを捧げるために世界各国から10万人がシャイヨ宮の人権広場に集まり、この結果国際連合により、「貧困撲滅のための国際デー」が制定された。

## 移民 - 貧しい家庭
ジョゼフ・ウレザンスキは1917年2月12日、フランス西部のアンジェ（ペイ・ド・ラ・ロワール地域圏メーヌ＝エ＝ロワール県）に生まれた。ウレザンスキの父はポーランド人で当時ドイツ帝国領であったポズナンに生まれ、マドリッド滞在中に小学校教員であったスペイン人女性と出会って結婚。第一子ルイ誕生後、フランスに移住した。第一次大戦が勃発し、ドイツ国籍であった（ドイツのパスポートを有していた）一家は対独協力者扱いされ、強制収容所として使われていた古い神学校の建物に隠れ住んでいた。第二子（女児）は肺炎を患って死亡。第三子ジョゼフが生まれた。戦後、アンジェのはずれの貧民街にあった旧製鉄所に移り住み、第四子アントワネット、第五子マルタンが生まれた。父は機械工の資格があったが、敵国ドイツからの移民として扱われ、仕事を得ることができなかった。一度は時計修理の仕事を始めたが、ある米国人に頼まれた金時計を盗んだと疑われ、ついには一人、故郷ポーランドに戻り、やがて消息を絶った。
ウレザンスキの母は、家政婦の掛け持ちをして生計を立てたが、4人の子どもを養うには足りなかった。ウレザンスキは5歳のときから家で飼っていた家畜の放牧を引き受け、週40スーと朝食を得るために教会の聖歌隊で歌っていた。夜や休日は一家で引き受けたタバコの巻紙を作る仕事をしたり、ボタ山に石炭を拾いに行ったりした。学校では「キキ」と呼ばれ、からかわれた。「ウレザンスキ」というポーランド系の名前が発音しにくかったからである。だが、母から「威厳」をもって生きることを教えられたウレザンスキは、からかわれれば殴り返した。仲間からは一目置かれるようになったが、あるとき、弱い者いじめをしていた少年を殴ったために退学になった。このとき、「貧困は暴力を生む」と悟ったという。

## パティシエから聖職者へ
初等教育を修了すると最初は地元で、次いで大都市ナントに移り住んでパティシエの修業を積んだ。共産党員と付き合うようになり、友人に誘われて1925年にベルギーのジョゼフ・カルデン神父が設立したカトリック青年労働者連盟 (JOC; 現在、日本を含む世界50か国以上で活動している）に加盟した。不当な労働条件で働かされ、キリスト教徒になった若い労働者らとともに闘うなかで、ウレザンスキは神を見出し、「貧しい人々を教会に、教会を貧しい人々に捧げる」ために司祭になる決意をした。
こうしてウレザンスキは19歳でゼロから再出発した。聖職者やその親族から経済的支援を得てラテン語を勉強し、哲学と神学を修めた。1937年10月に軍隊に入隊し、第二次大戦が勃発すると前線に送られ、ドイツ軍の捕虜となったが脱走してアントラム（マイエンヌ県）の神学校に戻って学業を再開した。学業の傍ら、工場や炭鉱の労働者とともに働いた。1946年6月29日、ソワソン（オー＝ド＝フランス地域圏エーヌ県）で司祭に叙階された。以後10年間、エーヌ県の貧しい労働者や農民の多い小教区で司牧した。テルニエの小教区の助任司祭に任命されると、鉄道員の多い同地にカトリック青年労働者連盟グループを結成し、ゼネストが起きたときにはこれを支持したが、一方で、こうした闘いにすら参加しない極貧の労働者がいることに懸念を深めていた。フランス宣教会は大都市の貧しい人々と生活を共にすることで彼らの境遇改善に尽力しようと考えていた。ウレザンスキもこの計画を支援したが、まもなく結核を患い、サナトリウムで療養した。療養中に母の死を知った。
聖年（ローマ巡礼者に特別の赦しを与える年）の1950年、ウレザンスキはまだ回復期にあったが、ローマを巡礼し、数か月にわたって貧民街に暮らす人々に会って話を聞いた。シシリー島の塩鉱も訪れ、過酷な労働の実情を知った。さらに清貧と祈りに生きた聖フランチェスコの聖地アッシジを訪れたことをきっかけに、世界各国の巡礼地および貧しい人々が住む地区を訪れた。帰国後、エーヌ県の小村デュイゼルで主任司祭に任命された。父祖伝来の広大な土地の所有者がいる一方で、そこで働く貧しい農民、特に季節労働者や移民は不自由な生活を強いられていた。教会は通う人がほとんどいず、打ち捨てられた状態であった。ウレザンスキは教会の再建に取り組む一方で、農民の作業を手伝った。農民は彼の仕事に協力し、教会は再建された。ウレザンスキは次に近隣の他の教会の再建に取りかかった。

## ノワジー＝ル＝グラン

### ピエール神父 - ビドンヴィル
ソワソンの司教ピエール・ドゥイヤールはウレザンスキを子どもの頃から知っており、パリ郊外ノワジー＝ル＝グラン（イル＝ド＝フランス地域圏セーヌ＝サン＝ドニ県）のビドンヴィルに司祭を派遣するという話を聞いたとき、彼が適任であると判断した。この集落は、1949年に私財を投じて弱者の救済と社会復帰のために非営利団体エマウスを設立したピエール神父による「1954年2月1日の呼びかけ」によって作られたものである。彼はノワジー＝ル＝グランのシャルル・ドフランスというブルジョワの土地を買い取り、ここに主にイル＝ド＝フランス地域圏のホームレスの人々を住まわせた。当時ここには252世帯（約800人の子どもを含む1370人以上）が暮らしていたが、非衛生的な環境にさらされ、飢えや寒さに耐えながら、電気もトイレもない掘立小屋（ウレザンスキはこれを「イグルー」と呼んだ）に住んでいた。

### 母の貧しさ
ウレザンスキが初めてノワジー＝ル＝グランを訪れたのは1956年7月14日のことである。彼は、「ここで出会った家族は、私に母の貧しさを思い起こさせた。いきなり私に飛びかかってきた子どもたちは、40年前のアンジェの私の兄弟、私の姉妹であり、私自身であった」と回想している。ウレザンスキは住民たちに子どもの遊び場と図書館を作ろうと提案した。「本当に必要なのは衣食より威厳だ。他人の世話にならないことだ」と考えたからである。次いで礼拝堂（ホームレスとすべての人のための聖母礼拝堂）、作業所、洗濯場、託児所、美容所を作った。

### ATD第四世界
翌1957年、ウレザンスキは「貧困は人間が作り出したものであり、人間だけがこれを撲滅できる」と主張し、極貧撲滅を目指す住民たちのボランティア運動「ATD第四世界」を立ち上げた。第四世界（カールモンド）とは、聖職者、貴族、平民の三部会よりさらに下位の極貧の人々を表わす「第四身分」としてウレザンスキが名付けた言葉であり、現在は「最貧国・最貧地域」の意味で使われている。ATDは、設立当時は Aide à toute détresse（あらゆる困窮への支援）のアクロニム（頭字語）であったが、現在では同じアクロニムで Agir tous pour la dignité（人間の尊厳のためにみんなで行動する）を表わす。当初は行政上、多くの問題があった。行政手続きを行うためには定住所があることが条件となるため、ホームレスとしてノワジー＝ル＝グランに暮らす人々には協会設立の申請ができなかったからである。

### ジュヌヴィエーヴ・ド・ゴール＝アントニオーズ
ウレザンスキは外部の人々に協力を求めた。このとき出会ったのがシャルル・ド・ゴールの姪で人権擁護活動家のジュヌヴィエーヴ・ド・ゴール＝アントニオーズである。彼女は民族学者・人類学者のボリス・ヴィルデ、アナトール・ルヴィツキー、ジェルメーヌ・ティヨンらを中心とする「人類博物館」レジスタンス・グループの活動に参加したことでゲジュタポに逮捕され、ラーフェンスブリュック強制収容所に送られた経験をもち、初めてこの「ホームレス収容所」を訪れたとき、「もう一つの収容所、あのラーフェンスブリュック強制収容所のことを思い出した。あの風景、あれは生から切り離された場所だった」と語っている。

### 精神的指導者

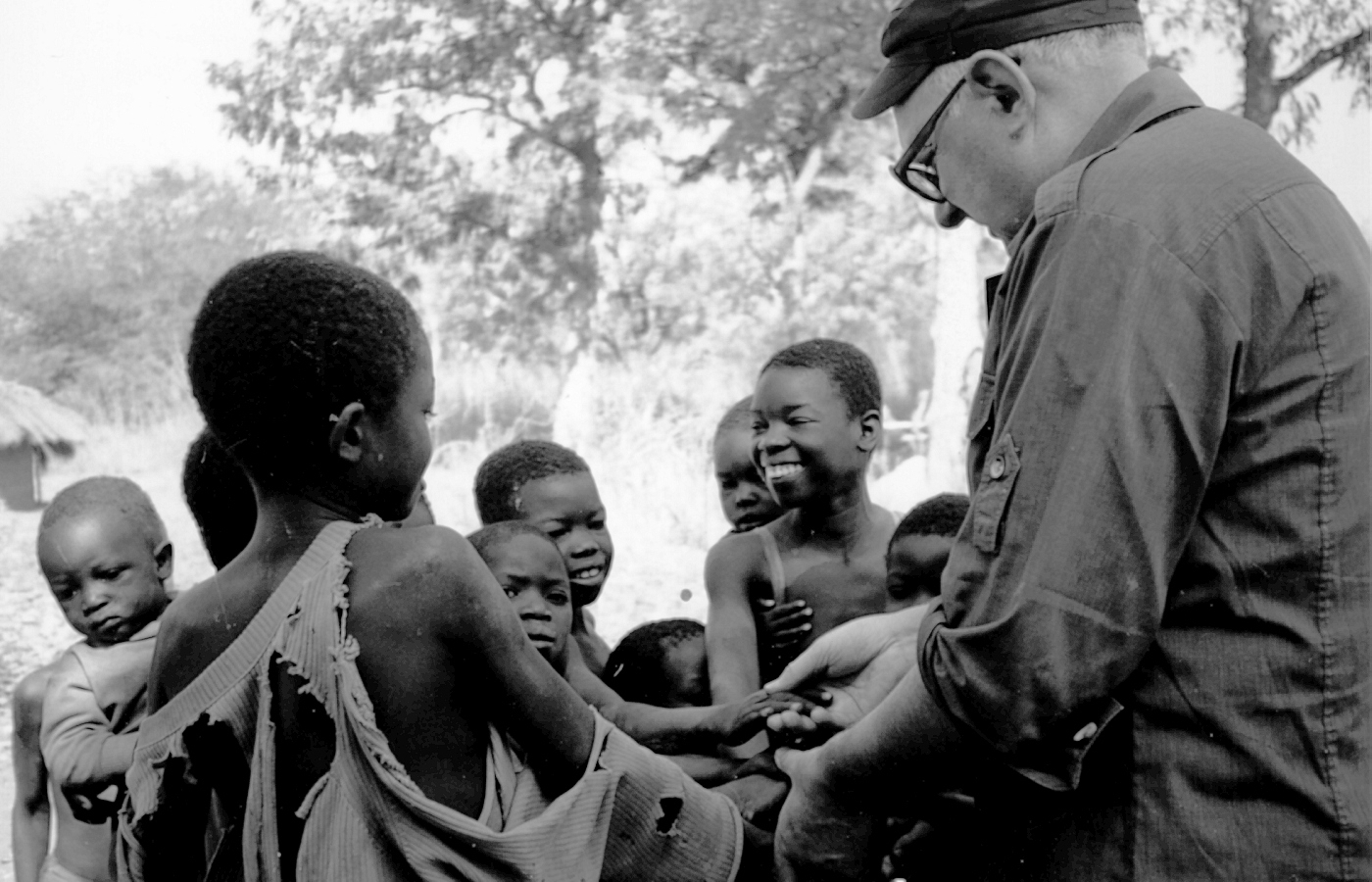
中央アフリカ共和国のチャド国境付近の村を訪れたウレザンスキ (1983年12月25日 - 写真「ATD第四世界」提供)

1958年、ウレザンスキは任務を終え、エーヌ県に戻ることになっていたが、住民たちがドゥイヤール司教に請願書を送り、「ウレザンスキ神父は我々の精神的指導者である」として派遣延長を求めた。ドゥイヤール司教はこれを認め、ウレザンスキは1974年までビドンヴィルに暮らし続けた。彼は「貧困対策に必要なのは施しや慈善ではなく、人間としての基本的な権利を与えること」、社会に立ち向かうことができるよう「助け起こす」こと、「侮蔑される者、他人より劣った者」と感じさせないこと、どんなことがあっても彼らを守ることと繰り返し訴えた。そしてそのために必要なのが教育と就業であった。学校をさぼる子どもは容赦なく叱りつけ、差別を受けながらも職探しを続ける若者たちを支援した。やがて住民のなかから貧困撲滅活動家が育ち、他のビドンヴィルからの求めに応じて「常任ボランティア」としてフランス各地で活動を展開した。こうした活動はジュヌヴィエーヴ・ド・ゴールを中心にカトリック作家フランソワ・モーリアックなど知識人や政治家の支援を得るなどして世界中に知れ渡るようになり、彼女が会長に就任した1964年には、アメリカ合衆国に支部が設立された。また、貧困研究国際委員会が設置され、以後、ATD第四世界は国際運動に発展していった。現在、フランス官公庁、人権擁護団体などの国内組織はもちろん、アムネスティ・インターナショナル、世界の医療団などの国際組織との連携により、世界30か国以上で貧しい地域の子どもやコミュニティのために活動を行なっている。また、アジアでATD第四世界のネットワークに参加している国は、日本を含む15か国に及んでいる。

## ウレザンスキ報告書「極貧と経済的・社会的不安定」
1974年、ウレザンスキはATD第四世界の運営をジュヌヴィエーヴ・ド・ゴールに任せるとノワジー＝ル＝グランを離れ、世界各国での活動を牽引する一方、「彼ら（社会的排除者）がバチカン（ローマ教皇庁）、エリゼ宮（フランス共和国大統領官邸）、国際連合、ユネスコ、ユニセフの階段を上って自分の声を届けることができるように」政界に働きかけた。

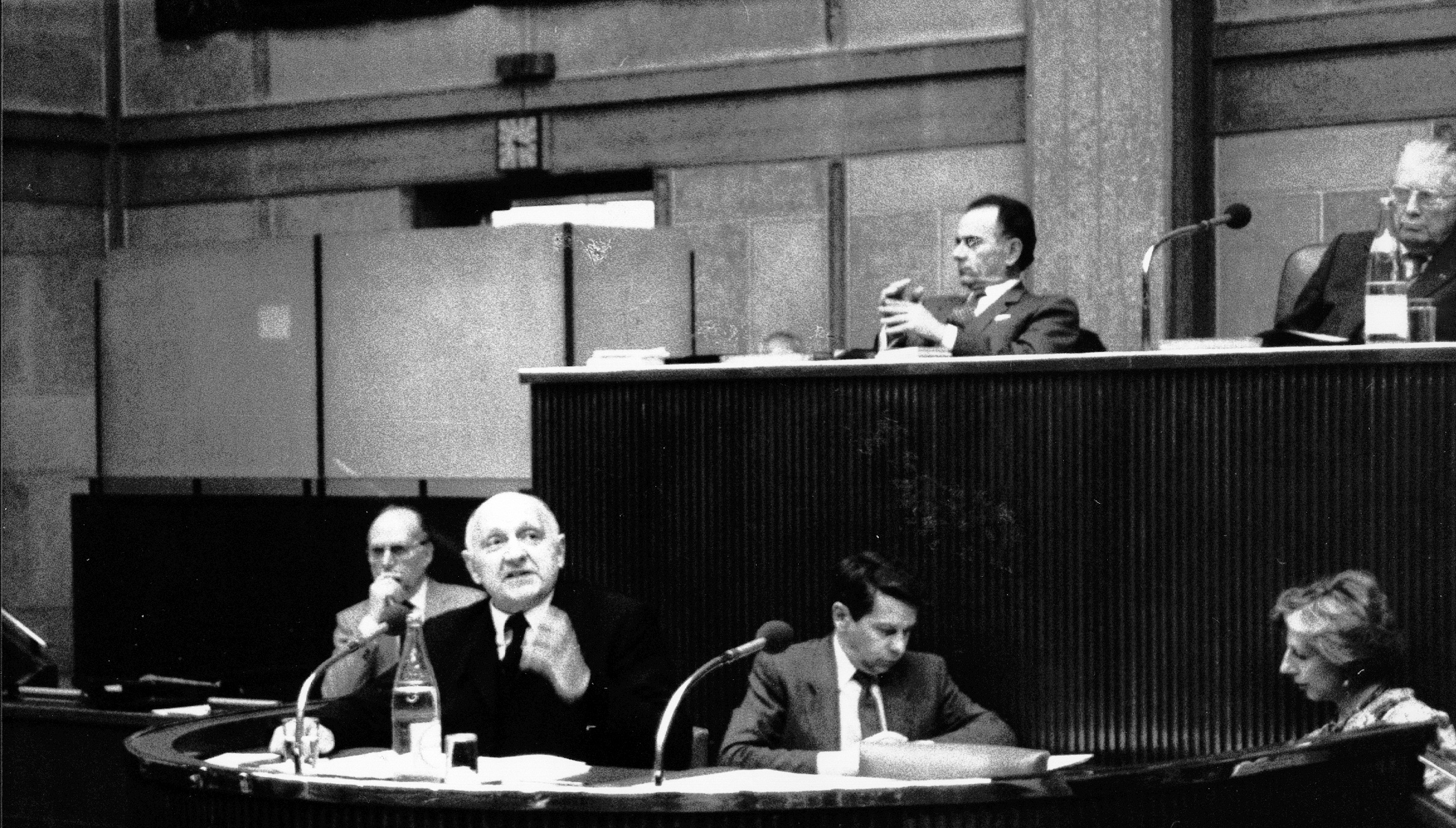
1987年2月10日、経済社会評議会に「ウレザンスキ報告書」を提出 (写真「ATD第四世界」提供)

1979年、政府諮問機関「経済社会評議会」の議員に任命された彼は、長年にわたる調査の結果をまとめ、1987年に「極貧と経済的・社会的不安定」（通称「ウレザンスキ報告書」）を提出した。彼はこの報告書で、「貧困は人権侵害である」とし、「すべての人々が、恐怖と欠乏から解放されること、そして他のすべての権利に先立って生きる権利をまず強調すべきである」と主張した。また、貧困の概念と密接に関わる「（経済的・社会的）不安定」という概念を職業、家族、社会における自らの義務を引き受けることを可能にし、かつ、基本的権利の享受を可能にするための「保障の欠如」と定義し、このような保障の欠如が深刻な影響を及ぼし、永続的なものとなるときに極貧につながると分析し、したがって、失業保障のない失業者（未就労者、長期失業者）、単身女性、多重債務者、ホームレス、250万人の貧困者に向けた所得保障、住宅保障、医療保障が必要であると訴えた。このウレザンスキ報告書で提言された施策は1988年のRMI（社会参入最低所得手当）制度導入として結実し、さらに、同年、ウレザンスキに代わって経済社会評議会議員に任命されたジュヌヴィエーヴ・ド・ゴールが彼の遺志を継ぎ、さらなる実現に取り組むことになった。

## 貧困撲滅のための国際デー

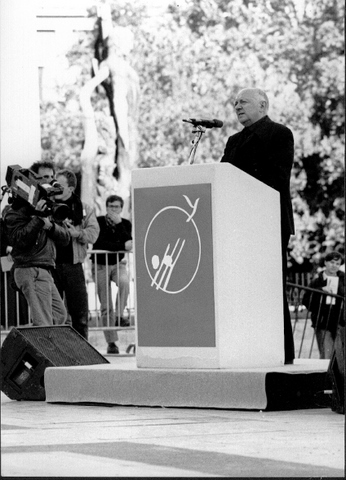
1987年10月17日、人権広場で演説するウレザンスキ

1987年10月17日、ウレザンスキの呼びかけにより、飢餓、無知および暴力の犠牲者にオマージュを捧げるために世界各国から10万人がシャイヨ宮の人権広場に集まった。ウレザンスキは「あなた方のために証言する」と題する演説を行い、元欧州議会議長シモーヌ・ヴェイユの立会いのもと、人権広場に記念の石板を設置した。広場の一方の端にはすでに1985年に1789年フランス人権宣言（人間と市民の権利の宣言）第1条の「人間は自由かつ権利において平等なものとして生まれ、生き続ける」という言葉が刻まれた石板が設置されていた。この日、広場の他方の端に設置したウレザンスキの石板には、「1987年10月17日、あらゆる国の人間と市民の権利の擁護者がこの広場に集まった。彼らは飢餓、無知および暴力の犠牲者を追悼し、貧困は宿命ではないという信念を確認した。彼らは、世界中で貧困撲滅のために闘う人々との連帯を表明した。人間が貧困生活を余儀なくされているところでは人権が侵害されている。人権尊重のために団結することは神聖な義務である。―ジョゼフ・ウレザンスキ神父」と刻まれている。また、この結果、多くの国で10月17日を極貧と闘う日と定め、1992年の国連総会において正式に「貧困撲滅のための国際デー」とすることが宣言された。

## 死去・オマージュ
ウレザンスキはこの4か月後の1988年2月14日、シュレンヌ（イル＝ド＝フランス地域圏オー＝ド＝セーヌ県）で心臓手術の結果、死去した。享年71歳。ATD第四世界国際センターのあるメリー・シュロワーズ（イル＝ド＝フランス地域圏ヴァル＝ドワーズ県）に埋葬された。同じヴァル＝ドワーズ県のバイエ＝アン＝フランスに設立されたジョゼフ・ウレザンスキ・センターは彼の全著作物を所蔵している。
没後、ジョゼフ・ウレザンスキの伝記が多数出版された。ジャン＝クロード・カイヨーは著書『ジョゼフ・ウレザンスキのささやかな人生』の冒頭に「最大の不幸は、お腹がすいていることでも、読み書きができないことでも、仕事がないことでもなく、自分の苦しみすら無視されるほど無能扱いされることだ」という言葉を掲げている。貧困対策のあり方を根底から変えたとするジョルジュ＝ポール・キュニーの著書『貧困に対して宣戦布告した男』の序文でミシェル・ロカールは、「貧困対策に尽力した人間はたくさん知っているが、（貧困が与える）心の傷の深さを知っているからこそ、その撲滅に取り組んだ人間は1人しか知らない」と書いている。

## 参考資料
- ATD Quatre Monde (Collectif), Le Père Joseph Wresinski. Témoin des plus pauvres de tous les temps, Éditions Quart Monde, 1993.
- Philippe Lesaffre, « ATD Quart monde : Wresinski, un Père en guerre contre la misère », Le Zéphyr, 25 avril 2019.
- Biographie, Le Centre Joseph Wresinski.
- Jean-Claude Caillaux. Petite vie de Joseph Wresinski. Éditions Desclée de Brouwer, 2007.
- Georges-Paul Cuny. L'Homme qui déclara la guerre à la misère: Joseph Wresinski, le fondateur d'ATD Quart Monde. Préface de Michel Rocard. Albin Michel, 2014.